# Sruni (Gedangan)
Sruni is een bestuurslaag in het regentschap Sidoarjo van de provincie Oost-Java, Indonesië. Sruni telt 6300 inwoners (volkstelling 2010).